# Clean Water Act
Der Clean Water Act (auch CWA, eigentlich: Federal Water Pollution Control Act, dt. sinngemäß: Gesetz zur Reinhaltung des Wassers) ist ein Bundesgesetz der USA, das dem Schutz von Oberflächengewässern dient. Es wurde 1972 in Folge der Gründung der Environmental Protection Agency (EPA) verabschiedet, die auch die zuständige Aufsichtsbehörde ist. Der Umfang des Gesetzes beinhaltet die Wiederherstellung der chemischen, physikalischen und biologischen Ganzheit des Wassers („… to restore and maintain the chemical, physical, and biological integrity of the Nation’s waters …“) sowie die Aufrechterhaltung dieses Zustandes. Es enthält das Verbot, Schadstoffe in Gewässer einzubringen. Auf Basis dieses Gesetzes erlässt die EPA Einzelregelungen.
Das aktuelle Wasserreinhaltungsgesetz geht auf den Federal Water Pollution Control Act von 1948 zurück. Es wurde unter der Präsidentschaft von Richard Nixon und den damals mehrheitlich demokratisch besetzten Kammern des Kongresses der Vereinigten Staaten verabschiedet. Unter anderem waren die Politiker John Blatnik und Joseph W. Westphal mit der Vorbereitung des Gesetzes befasst. Das 1972 verabschiedete Gesetz erwies sich als zu ambitioniert; es wurde 1977 überarbeitet (Clean Water Act of 1977). Bedeutende weitere Änderungen wurden 1987 eingebracht (Water Quality Act of 1987).
Der Clean Water Act war Anspruchsgrundlage wichtiger Klagen in den USA, die häufig vom Supreme Court entschieden wurden, – so im Deepwater-Prozess, im Fall Mingo Logan gegen EPA, Rapanos gegen United States, Solid Waste Agency of Northern Cook County gegen Army Corps of Engineers oder bei Hanousek gegen United States.

## National Pollutant Discharge Elimination System
Das CWA führte das National Pollutant Discharge Elimination System (NPDES) ein, ein Genehmigungssystem zur Regulierung punktueller Verschmutzungsquellen.